# Violent Revolution
Albums de Kreator
Endorama
(1999) Enemy Of God
(2005)
Violent Revolution est le dixième studio du groupe de thrash metal allemand Kreator. L'album est sorti le 25 septembre 2001 sous le label Steamhammer Records.
Cet album marque un grand retour aux sources pour Kreator. En effet, depuis leur album Renewal, le groupe incluait à sa musique thrash metal des influences et des éléments de divers autres sous genres du heavy metal, comme le metal industriel, le metal avant-gardiste ou encore le metal gothique.
L'album est également sorti en version Digipak, dont le tirage a été limité à 10 000 exemplaires. Cette version contient un titre supplémentaire dans sa liste des titres, il s'agit de la version démo du titre Violent Revolution, qui est plus longue que la version de l'album.

## Musiciens
- Mille Petrozza - Chant, Guitare
- Sami Yli-Sirniö - Guitare
- Christian Giesler - Basse
- Jurgen "Ventor" Reil - Batterie

## Liste des morceaux
1. Reconquering the Throne – 4:13
2. The Patriarch - 0:52
3. Violent Revolution – 4:55
4. All of the Same Blood (Unity) – 6:12
5. Servant in Heaven - King in Hell – 5:10
6. Second Awakening – 4:48
7. Ghetto War – 5:05
8. Replicas of Life – 7:34
9. Slave Machinery – 3:58
10. Bitter Sweet Revenge – 5:25
11. Mind on Fire – 3:57
12. System Decay – 4:33
13. Violent Revolution (demo) - 5:56 (édition Digipak uniquement)